# Lac Laberge (circonscription électorale)
Pour les articles homonymes, voir Lac et Laberge.
Circonscription électorale territoriale du Canada
Lac Laberge est une circonscription électorale territoriale du Yukon au Canada.

## Circonscription territoriale
L'actuel député territoriale est Brad Cathers, il est élu lors de l'élection yukonnaise du 4 novembre 2002 et servit comme ministre de la santé et des services social et ministre responsable des travailleurs de la compensation du Yukon du 12 décembre 2005 au 3 juillet 2008; comme ministre responsable de la corporation de la liqueur du Yukon et la commission de la lottery du Yukon du 3 juillet 2008 au 6 juillet 2009 et comme ministre de l'énergie, des mines et des ressources du 3 juillet 2008 au 28 août 2009. Il a aussi servi comme chef du gouvernement de la maison du 12 décembre 2005 au 28 août 2009.
Le vendredi 28 août 2009, Brad Cathers démissionne du cabinet et du caucus du gouvernement pour siège comme député indépendant sur des dossiers avec le 7e premier ministre Dennis Fentie.
Le mercredi 29 juin 2011, Brad retourne le Parti du Yukon.

## Liste des députés
|  | 1992 - 1996     | Mickey Fisher   | Parti du Yukon |
|  | 1996 - 1999     | Doug Livingston | Néo-Démocrate  |
|  | 1999 - 2000     | Pam Buckway     | Libéraux       |
|  | 2000 - 2002     | Pam Buckway     | Libéraux       |
|  | 2002 - 2006     | Brad Cathers    | Parti du Yukon |
|  | 2006 - 2011     | Brad Cathers    | Parti du Yukon |
|  | Indépendant     | Brad Cathers    |                |
|  | Parti du Yukon  | Brad Cathers    |                |
|  | 2011 - 2016     | Brad Cathers    |                |
|  | 2016 - 2021     | Brad Cathers    |                |
|  | 2021 - en cours | Brad Cathers    |                |